# Ronny Sianturi
Ronny Sianturi, su nombre completo es Ronaldus Parasian Sianturi (nacido en Makassar, el 3 de septiembre de 1965, ) es un cantante y actor de telenovelas indonesio.

## Formación
Ronny cuyo nombre es también popular como anfitrión del programa televisivo Quiz Show, que sirvió en el RCTI Pyramid. Además, con Edwin Ronny Manangsang y Yani formaron el grupo vocal Trio Libels, antes de que finalmente se lanzara como solista. Las canciones más populares entre su repertorio musical son "Rojo Negro Love", "Walking in Atas Awan", "Eternal Star", "Would You", y "Eternal Star".
Además de cantar, Ronny también actuó en las telenovelas y la pantalla grande. Algunos de los que ha protagonizado en telenovelas como "" Si Doel Anak Sekolahan "(como su padre Raka) Tali Perla del Rift, Junaid Amor, y junto a Desy Ratnasari andini y Alya Rohali.
Ronny también ha actuado en largometrajes, como Back Again (1993) con Nike Ardilla y con Rano Karno, Ade Irawan y Dien Novita, en la película Un hombre (2003 Tres Beautiful Ghosts), también en Bersama, junto a Cut Keke y Kiki Fatmala.

## Discografía

### Solo Album
- 1992 - Kau Dan Aku bersama Atiek CB
- 1994 - Sudikah Kamu
- 2000 - Ronnie Sianturi

### ConTrio Libels
- 1989 - Gadisku
- 1990 - Aku Suka Kamu
- 1990 - Jerat Jerat Cinta
- 1992 - Bila Itu Maumu
- 1995 - Hanya Untukmu
- 1995 - Jangan Kau Pergi
- 1996 - Cinta Pertama

## Filmografía
- Kembali Lagi (1993)
- Satu Lelaki Dan Tiga Hantu Cantik (2003)